# Смирнов, Александр Иванович (лётчик)
Алекса́ндр Ива́нович Смирно́в (23 февраля 1920, с. Малеево — 31 июля 2009, Москва) — советский лётчик истребительной авиации, воздушный ас, участник трёх войн. Герой Российской Федерации. Полковник авиации.

## Биография
Родился 23 февраля 1920 года в селе Малеево Калужской губернии в семье крестьянина. Русский. Окончил 7 классов и школу фабрично-заводского ученичества.

Могила Смирнова на Троекуровском кладбище Москвы.

С 1937 года в рядах Красной Армии. В 1938 году окончил Борисоглебскую военную авиационную школу лётчиков. Служил в Забайкальском военном округе.
Участник боёв на реке Халхин-Гол в 1939 году. В составе 22-го ИАП выполнил 96 боевых вылетов, провёл 25 воздушных боёв, сбил 3 японских самолёта лично и 6 в группе. Награждён орденом Ленина.
Участник Советско-финляндской войны 1939—1940 годов в составе 25-го ИАП, побед не имел.
С 1940 года был инструктором в Качинском военном авиационном училище.
Участник Великой Отечественной войны с первого дня. Воевал в составе 126-го истребительного авиационного полка (6-й истребительный авиационный корпус, Войска ПВО страны). К февралю 1943 года совершил 286 боевых
вылетов, провёл около 80 воздушных боёв, сбил 7 самолётов лично и 13 — в группе.
После войны продолжал службу в ВВС СССР. С 1975 года полковник А. И. Смирнов — в запасе. Жил в Москве. Умер 31 июля 2009 года. Похоронен в Москве на Троекуровском кладбище.

## Награды
- Герой Российской Федерации (27.03.1996, медаль № 262).
- Орден Ленина (17.11.1939).
- 2 ордена Красного Знамени (09.08.1941, 22.02.1943).
- 2 ордена Отечественной войны 1-й степени (21.02.1945, 11.03.1985).
- Орден Красной Звезды.
- Медали, в том числе:
  - Медаль «За оборону Москвы» (1944).
  - Медаль «За оборону Сталинграда» (1942).